# Hypostomus fonchii
Hypostomus fonchii är en fiskart som beskrevs av Weber och Montoya-burgos 2002. Hypostomus fonchii ingår i släktet Hypostomus och familjen Loricariidae. Inga underarter finns listade i Catalogue of Life.